# Il testamento di Nobel
Il testamento di Nobel è un romanzo giallo della scrittrice svedese Liza Marklund pubblicato in Svezia nel 2006.
È il sesto libro della serie che ha per protagonista la giornalista Annika Bengtzon e ipotizza un delitto commesso durante il banchetto che segue la proclamazione del Premio Nobel che tradizionalmente ha luogo nel Municipio di Stoccolma.
La prima edizione italiana del romanzo è stata pubblicata nell'anno 2009 da Marsilio.
Dal romanzo il regista Peter Flinth ha tratto nel 2012 il film omonimo facente parte della serie Annika: Crime Reporter. 

## Trama
Due settimane prima di natale, Annika Bengtzon partecipa come giornalista inviata del quotidiano Kvällspressen al ricevimento d'onore per i vincitori del Premio Nobel, nella sala dei banchetti del Municipio di Stoccolma. Improvvisamente la cerimonia è sconvolta da un omicidio: una donna che si è introdotta nella festa spara contro una coppia che danza. Il Nobel per la medicina, l'israeliano Wiesel, viene ferito a una gamba mentre muore sul colpo la sua dama, la cinquantenne Caroline von Behring, presidente del comitato che assegna il premio. Annika è la testimone più vicina quando il delitto viene commesso, perciò la polizia la ferma per stilare l'identikit dell'assassina e le impone il silenzio su quanto ha visto in base a una legge speciale sulla sicurezza.
Annika si trova perciò nella condizione di non poter scrivere nulla sul proprio giornale, pur essendo il principale testimone. Il suo direttore Anders Schyman consulta gli avvocati, non c'è nulla da fare. La giornalista cerca di indagare sulla vita di Caroline von Behring, anche se la polizia è convinta che l'attentato fosse ai danni di Wiesel e imputabile a una cellula di al-Qaida. Sembra che al Karolinska Institutet, che gestisce il lascito del testamento di Alfred Nobel, vi siano idee contrastanti circa l'opportunità, fortemente patrocinata dalla defunta, di premiare la ricerca sulle cellule staminali.
Annika viene lasciata a casa per sei mesi dal direttore del giornale, a stipendio pieno, per evitare problemi legali ai colleghi che scrivono sul caso del Nobel. Si trasferisce a abitare in una nuova casa di Djursholm, ma non per questo diminuiscono gli attriti con il marito Thomas, che nel frattempo è assunto come consulente al Ministero della Giustizia e lavora sul progetto di una legge per regolamentare le intercettazioni telefoniche.
 
La killer intanto, conosciuta nell'ambiente come Gattina, dopo essersi accidentalmente ferita durante la fuga da Stoccolma, è stata aiutata a riparare in Lettonia. La polizia arresta e consegna ai servizi segreti USA un cittadino giordano che vive da anni in Svezia.

Gattina torna a Stoccolma perché il ricercatore all'interno del Karolinska che ha fatto da basista per l'assassinio sembra deciso a andare alla polizia, e lo uccide in modo da farlo apparire un incidente. Annika, convinta che la proprietà del giornale voglia licenziarla, si stupisce quando il direttore la invita a tornare al lavoro. La polizia nel frattempo ha fatto molti progressi sul caso, l'ispettore Q. è riuscito a collegare l'omicidio di Caroline von Behring con la morte del giovane ricercatore.
Ebba Romanova, una sua nuova vicina di casa, lavora al Karolinska Institutet, e la invita a visitare l'istituto di ricerca; qui Annika rivede Birgitta Larsén, un'amica della defunta intervistata subito dopo l'omicidio, che ora ha preso il suo posto nel comitato del Nobel. Tuttavia anche il nuovo presidente che ha sostituito von Behring, Ernst Ericsson, viene trovato morto assassinato. La polizia ferma Lars-Henry Svensson, un collega “creazionista” che si oppone alle ricerche del Karolinska sul prolungamento della vita finanziate dal miliardario Bernhard Thorell.

Seguono alcune svolte cruciali nella vita di Annika, sia in privato che sul lavoro: il marito Thomas viene a sapere che lei è a conoscenza della sua relazione con una collega di nome Sophia Grenborg e va via di casa.
 Annika si reca a intervistare Lars-Henry Svensson e lo trova barbaramente assassinato. Decisa a scoprire la verità, riesce grazie alle indicazioni di Birgitta Larsén a mettere le mani su un promemoria lasciato da Caroline von Behring prima di essere uccisa: Bernhard Thorell la ricattava da quando era ricercatore insieme a lei al Karolinska, ma si è ribellata quando lui ha preteso di ottenere il Nobel per le ricerche sull'invecchiamento delle cellule. Per questo l'ha uccisa, e per lo stesso motivo ha ucciso anche Ericsson che ha preso il suo posto alla presidenza del comitato.
 La polizia arriva all'ultimo momento a fermare Thorell che già minaccia con una pistola Annika; ma durante la stessa notte Gattina getta bombe molotov nella casa della giornalista, che riesce a salvarsi insieme ai figli solo grazie a un notevole sangue freddo.
Gattina viene fermata all'aeroporto di Arlanda e arrestata mentre tenta di espatriare.

## Personaggi

### Personaggi che appartengono alla serie di Annika Bengtzon
- Annika Bengtzon, giornalista di Kvällspressen.
- Anders Schyman, direttore del giornale Stampa della Sera.
- Thomas, marito di Annika
- Kalle e Ellen, i figli di Thomas e Annika
- Bosse, giornalista del quotidiano Il concorrente, è il collega per il quale Annika prova attrazione.
- Anne Snapphane, l'irritante amica di Annika che riesce sempre a farla sentire in colpa.
- Commissario Q. della polizia di Stoccolma, tra lui e Annika c'è reciproco rispetto, si passano informazioni utili a entrambi.

### Personaggi di “Il testamento di Nobel”
- Caroline von Behring, presidente del comitato Nobel del Istituto Karolinska.
- Aaron Wiesel, israeliano, ricercatore sulle cellule staminali, premio Nobel per la medicina.
- Birgitta Larsén, ricercatrice al Karolinska Institutet e amica personale di Carolnie von Behring.
- Jemal Ali Ahmed, cittadino giordano residente in Svezia con la moglie e le figlie.
- Ebba Romanova, scienziata del Karolinska e vicina di casa di Annika a Djursholm.
- Lars-Henry Svensson, ricercatore del Karolinska, si oppone alle ricerche sulle cellule staminali; è noto per essere un “creazionista”.
- Bernhard Thorell, di origine svedese, ha fatto fortuna in America e è tornato per investire nella ricerca farmaceutica.

## Differenze rispetto alla versione cinematografica
Nel 2012 la svedese Yellow Bird ha prodotto 6 film per la TV tratti da romanzi della serie di Annika Bengtzon interpretata da Malin Crépin, il cui ordine però non rispetta la sequenza originale di Liza Marklund. Il testamento di Nobel è il primo e più lungo (96 min).

L'impianto della storia e i protagonisti sono gli stessi del romanzo, ma vi sono notevoli differenze minori:
- Anders Schyman, il direttore del Kvällspressen, non ostacola Annika né la mette a riposo retribuito.
- Nel film c'è un omicidio in meno rispetto al romanzo: i personaggi di Ernst Ericsson e Lars-Henry Svensson sono infatti “unificati” in uno solo.
- Annika non intasca il premio per la cattura del Lupo Rosso (il relativo film è successivo, mentre il romanzo è precedente) e non si trasferisce ad abitare in una zona residenziale in periferia.
- Gattina non viene catturata all'aeroporto, e anche la scena dell'arresto del mandante dell'assassinio di Caroline von Behring avviene in un diverso contesto.
- Annika non si separa dal marito Thomas.

## Edizioni
- Liza Marklund, Il testamento di Nobel, traduzione di Laura Cangemi, Marsilio, 2009. ISBN 978-88-317-9855-6.
- Liza Marklund, Il testamento di Nobel, traduzione di Laura Cangemi, Marsilio, 2011. ISBN 978-88-317-0810-4.
- Liza Marklund, Il testamento di Nobel, traduzione di Laura Cangemi, Universale Economica Feltrinelli, 2019. ISBN 978-88-297-0048-6.